# EMD 265
EMD 265 é uma linha de motores da GM-EMD, divisão de locomotivas da General Motors sucessora da série 710.
Lançado em 1995 para equipar a série SD90, apresentou problemas técnicos na sua versão de 6000hp sendo então temporariamente substituído pelo tradicional 710G de 2 tempos e 4300hp utilizado na SD70. Esta locomotiva foi batizada de SD90/43MAC.
Em 1996 a EMD finalmente corrigiu os defeitos e disponibilizou o motor 265-H com sua potência total de 6300hp substituindo por completo o EMD 710. Locomotivas SD90 equipadas com esse motor ficaram conhecidas como SD90MAC-H.
O motor 265-H representa um salto tecnológico para a EMD, pois é a primeira vez que é utilizado um motor de 4 tempos em locomotivas.
Existe também uma versão de 12 cilindros do mesmo motor com 4500hp utilizada na locomotiva SD89MAC-H, opção à SD90MAC-H.
Esses motores também equipam as novas EMD JT56ACe, vendidas para a China em 2005.

## Ficha técnica
- Tipo de motor = díesel 4 tempos bi-turboalimentado

- Número e disposição dos cilindros = 16 ou 12 em V a 45 graus

- Diâmetro dos cilindros = 265mm

- Curso dos pistões = 300mm

- Deslocamento unitário = 1010 pol³ ou 16.545,88cm³(16,6 litros)

- Deslocamento total = V16: 264.734,19 cc³ (265 litros) ou V12: 198.550,64 cc³ (199 litros)

- Potência/rpm = V16 6300hp/1000rpm ou V12 4500hp/1000rpm